# Ivan Koniev
Ivan Stepanovitch Koniev (en russe : Иван Степанович Конев), né le 28 décembre 1897 à Lodeïna, en Russie, et mort le 21 mai 1973 à Moscou, en Union soviétique, est un militaire soviétique. Les commandements qu'il exerça pendant la Seconde Guerre mondiale lui valurent les plus hautes distinctions : le grade de maréchal de l'Union soviétique, le titre de Héros de l'Union soviétique et l'ordre de la Victoire.

## Biographie

### Enfance
Ivan Koniev naquit dans une famille rurale à Lodeïna au gouvernement de Vologda (aujourd'hui - district de Podosinovsky (ru) dans l'oblast de Kirov) au centre de la Russie. Après de courtes études, il travailla comme bûcheron à l'âge de 15 ans. Au début de 1915, il fut enrôlé dans l’armée impériale russe. Koneiv a été envoyé à la 2e brigade d'artillerie lourde à Moscou et a ensuite suivi des cours de formation d'artillerie. Affecté au 2e bataillon d'artillerie lourde (qui faisait alors partie du front sud-ouest) en tant que sergent junior en 1917, il combattit dans l'offensive Kerensky en Galice en juillet 1917.

### Carrière
Lors de la révolution russe en 1917, il fut démobilisé et retourna chez lui. En 1919, il entra au Parti communiste et dans l'Armée rouge comme artilleur. Pendant la guerre civile russe, il servit dans la République russe d'Extrême-Orient sous le commandement de Kliment Vorochilov, plus tard proche collaborateur de Staline et commissaire du peuple pour les Affaires militaires et navales. Cette alliance est la clef de la carrière de Koniev.
En 1926, Koniev suivit les cours de formation d'officier à l'Académie militaire Frounze. À partir de cette époque et jusqu'en 1941, il s'éleva dans la hiérarchie militaire, d'abord en Transbaïkalie puis dans le district militaire du Caucase du Nord. En juillet 1938, il fut nommé commandant de corps. La promotion était rapide pour les officiers survivant aux Grandes Purges de Staline de 1937-1938.
Koniev dut vraisemblablement sa survie et son avancement au patronage de Vorochilov. En 1937, il devint député au Soviet suprême et en 1939 candidat au comité central du parti. 

#### Seconde Guerre mondiale
Quand l'Allemagne nazie envahit l'Union soviétique, en juin 1941, Koniev prit le commandement de la 19e armée dans la région de Vitebsk, et dirigea une série de batailles défensives pendant la retraite de l'Armée rouge, d'abord à Smolensk puis à proximité de Moscou. Il commanda le front de Kalinine d'octobre 1941 à août 1942, y jouant un rôle essentiel dans les combats pour la défense de Moscou et dans la contre-offensive soviétique de l'hiver 1941-1942. C'est en raison de son action dans le succès de la défense de la capitale soviétique que Koniev fut promu colonel-général.
Koniev continua d'exercer des commandements importants au cours de la guerre. Il commanda le front de l'Ouest jusqu'en février 1943, puis, de février à juillet 1943 le front du Nord-Ouest, et le front ukrainien (qui deviendra par la suite le premier front ukrainien) à partir de juillet 1943 jusqu'en mai 1945. À ce poste, il participa à la bataille de Koursk, commandant la partie nord de la contre-offensive soviétique qui réussit à déborder l'armée d'Erich von Manstein.
Après la victoire de Koursk, l'armée de Koniev libéra Belgorod, Odessa, Kharkiv et Kiev des Allemands, et avança jusqu'à la frontière roumaine. Il fut promu au rang de maréchal de l'Union soviétique en février 1944, en reconnaissance de ses succès sur le front ukrainien.
En 1944, les armées de Koniev avancèrent à partir de l'Ukraine et de la Biélorussie en Pologne, puis en Tchécoslovaquie. En juillet, il était sur les bords de la Vistule au centre de la Pologne, et il reçut le titre de héros de l'Union soviétique. En septembre 1944, ses forces, formant maintenant le quatrième front ukrainien, avancèrent en Slovaquie et furent aidées par les partisans slovaques qui combattaient l'occupation allemande. En janvier 1945, Koniev commanda les forces soviétiques qui se lancèrent dans l'offensive hivernale massive en Pologne occidentale, repoussant les Allemands de la Vistule vers l'Oder. En Pologne méridionale, ses forces libérèrent Cracovie et, en avril, elles forcèrent la ligne de l'Oder, en se joignant au Premier front biélorusse, puis avancèrent vers Berlin. L'honneur de prendre Berlin revint cependant au maréchal Joukov, et les forces de Koniev furent détournées au sud-ouest, pour faire leur jonction avec les forces américaines à Torgau. Ses troupes libérèrent également Prague peu avant la reddition finale des forces allemandes.

#### Après guerre
Après la guerre, Koniev fut nommé à la tête des armées soviétiques d'occupation en Allemagne orientale et également au haut commissariat allié pour l'Autriche. En 1946, il fut nommé commandant des forces terrestres soviétiques et premier ministre adjoint de la défense d'Union soviétique, remplaçant Joukov. Il occupa ce poste jusqu'en 1950, quand il fut nommé commandant de la zone militaire carpatique. C'était clairement une mise à l'écart, en conformité avec la politique de Staline consistant à reléguer les commandants populaires de la guerre à des postes obscurs afin qu'ils ne menacent pas son pouvoir.
Cependant, Koniev revient sur le devant de la scène après la mort de Staline et devient l'un des principaux alliés du nouveau chef du parti, Nikita Khrouchtchev, après l'arrestation et le procès en 1953 de Lavrenti Beria, chef de la police politique soviétique. C'est du reste lui qui dirigea le tribunal qui allait condamner à mort le maître d'œuvre de la terreur stalinienne.
Il fut de nouveau nommé premier ministre adjoint de la défense d'Union soviétique et commandant des forces terrestres soviétiques, poste qu'il conserva jusqu'en 1956, quand il fut nommé commandant en chef des forces armées du pacte de Varsovie. Peu de temps après sa nomination, il dirigea la répression de la révolution hongroise. Il occupa ce poste jusqu'en 1960, quand il se retira du service actif. En 1961-1962, il fut toutefois rappelé comme commandant des forces soviétiques en République démocratique allemande. Il a été alors nommé au poste, en grande partie honorifique, d'inspecteur général du ministère de la Défense.
En janvier 1965, il représente l'Union soviétique à Londres pour les obsèques de Winston Churchill.
Koniev est resté l'un des militaires les plus admirés d'Union soviétique jusqu'à sa mort en 1973. Il s'est marié deux fois, et sa fille Natalia est doyenne du département de la linguistique et de la littérature à l'Université militaire russe.

## Monuments
Des monuments à la mémoire de Koniev sont érigés à Svidník, Kharkiv, Kirov, Belgorod, Nijni Novgorod, Omsk et Vologda.
Le 9 juin 1993, sa sculpture mémorielle à Cracovie a été démontée et donnée à la ville russe de Kirov où elle se trouve depuis.
Une plaque mémorielle est fixée sur la façade de l'immeuble où il vivait (à trois blocs du Kremlin).
Le monument à la mémoire de Koniev érigé par le gouvernement communiste tchécoslovaque à Prague, dans le 6e district, en 1980, est devenu un sujet de polémique en 2018, en raison de la participation de Koniev dans la répression de l'insurrection de Budapest en 1956 et du Printemps de Prague en 1968 : l'administration de la ville commença par ajouter un texte explicatif sur la biographie du « libérateur devenu bourreau » pour finir par démanteler le monument le 3 avril 2020, en plein confinement dû au COVID-19. Le président tchèque Milos Zeman a qualifié cette destruction d'« abus de l'état d'urgence »,,. Le comité d'enquête de la fédération de Russie a annoncé qu'il étudierait cette « souillure des symboles de la gloire militaire de la Russie ». Trois élus de la capitale tchèque, dont le maire, ont été placés sous protection policière courant avril 2020, craignant un assassinat politique de la part de la Russie,.

## Dans les arts
- Sergueï Grigoriev, Portrait du Maréchal Ivan Koniev, huile sur toile, 1947, Musée national d'art d'Ukraine, Kiev.